# باباریز
باباریز، روستایی از توابع بخش مرکزی شهرستان سنندج در استان کردستان ایران است.

## جمعیت
این روستا در دهستان حومه قرار دارد و براساس سرشماری مرکز آمار ایران در سال ۱۳۸۵، جمعیت آن ۱٬۴۷۹ نفر (۳۹۲خانوار) بوده‌است.